# Иванайнен, Карл Адамович
Карл Адамович Иванайнен (фин. Karl Fredrik Ivanainen; 20 сентября 1856, Санкт-Петербург — 1887, Карийская каторга, Сибирь) — русский революционер финского происхождения.

## Биография
Карл Иванайнен родился в семье мещанина Адама Адамссона (Адамовича) Иванайнена, работавшего сапожником и переехавшего из Нейшлота в Санкт-Петербург. Карл посещал приходскую школу при финской церкви Святой Марии, в 1873 году был допущен к конфирмации и получил паспорт в финском паспортном столе в Санкт-Петербурге. После этого он работал слесарем на Патронном заводе и вместе со своим братом Константином участвовал в собраниях кружка чайковцев.
В октябре 1874 года Иванайнен вместе с С. И. Виноградовым нелегально выехал в Швейцарию под именем Карла Ивановича Офе, где работал литейщиком в Женеве и Цюрихе. Там он познакомился с Германом Грейлихом, основателем швейцарской секции Первого интернационала. По воспоминаниям С. П. Швецова, «Иванайнен говорил, что многим обязан своему пребыванию за границей как в смысле общего развития, так и по приобретению технических навыков. Наблюдения на Западе привели его, между прочим, к заключению, что в техническом отношении русский рабочий сам по себе далеко не так плох, по сравнению с европейским, как это тогда часто высказывали, хотя продуктивность его труда, вообще говоря, значительно ниже».
В мае 1875 года на обратном пути был арестован на границе на станции Александровская по «Делу о пропаганде в Империи». С 4 июня 1875 года по 15 января 1876 года он находился в заключении в Трубецком бастионе Петропавловской крепости, после чего был переведён в Санкт-Петербургскую следственную тюрьму. Был привлечён к дознанию, обвинён в посещении собраний, организованных Александром Низовкиным, распространении запрещённой литературы, а также за «участие в существовавшей среди рабочих кассы, именовавшейся самопомощью, и устроенной для оказания помощи рабочим, нуждавшимся в деньгах и приобретения книг для имевшихся у рабочих библиотек». При этом к суду привлечён не был (дело разрешено в административном порядке) и в августе 1876 года был освобождён с учреждением за ним гласного надзора полиции.
После этого Иванайнен вступил в «Общество друзей» — организацию, выступавшую за проведение революционной агитации среди рабочих. В декабре 1876 года он принял участие в первой в России политической демонстрации, организованной этой организацией перед Казанским собором. Кроме того, он вёл пропаганду среди петербургских рабочих и был вовлечён в деятельность «Северного союз Русских рабочих», основанного Степаном Халтуриным и Виктором Обнорским.
В конце 1877 года Иванайнен был арестован в селе Смоленском за Невской заставой. С конца декабря 1877 года находился под стражей. Привлечён к дознанию по делу об «Обществе друзей». 29 ноября 1878 года его дело снова было разрешено в административном порядке, но с высылкой под гласный надзор полиции. 18 января 1879 года местом ссылки был определён Пудож Олонецкого уезда, куда Иванайнен добрался летом того же года. Там он возглавил группу ссыльных, вступивших в конфликт с полицией, после чего был отправлен в тюрьму в Вышнем Волочке и оттуда 14 мая 1880 года в новую, более строгую ссылку — в Сибирь. Однако после прибытия в Томск по постановлению Верховной распорядительной комиссии в результате пересмотра дела о конфликте ему разрешили вернуться в Европейскую часть России (с запрещением проживания в столицах, столичных губерниях и Таврической губернии) под надзор полиции.
В 1880 году Иванайнен поселился в Одессе, где присоединился к местной группе организации «Народная воля» во главе с Михаилом Тригони. После ареста и признательных показаний В. А. Меркулова 18 октября 1881 года скрылся из Одессы и перешёл на нелегальное положение. Был арестован в Харькове, но сумел сбежать из полицейского участка. 8 декабря того же года Иванайнен был арестован в Москве под именем Василия Полетаева и был отправлен в Одесскую тюрьму.
В марте 1882 года был убит военный прокурор В. В. Стрельников. 3 апреля 1883 года за пособничество в организации покушения Иванайнен был приговорён Одесским военно-окружным судом к 15-летней каторге
В 1884 году Иванайнен прибыл в Карийский каторжный район, располагавшийся на территории нынешнего Забайкальского края, где в 1886 году был переведён в вольную команду из-за сокращения срока. Летом 1887 года он покончил с собой, утопившись в реке Каре, недалеко от Усть-Кары. По отзывам каторжан, «в тюрьме жил замкнуто, сильно тосковал, в вольной команде запил, почему и кончил жизнь самоубийством».